# 小柳義夫
小柳 義夫（こやなぎ よしお、Yoshio KOYANAGI）は、日本の生物学者。学位は医学博士（京都大学大学院・1986年）。京都大学名誉教授、京都大学国際高等教育院・副教育院長（特定教授）。元京都大学ウイルス・再生医科学研究所（現 京都大学医生物学研究所） 所長。
日本におけるエイズ研究の第一人者のひとり。

## 略歴
- 1981年 - 熊本大学医学部医学科・卒業
- 1986年 - 京都大学大学院医学研究科・修了、同年 カリフォルニア大学ロサンジェルス校医学部血液学部門ポストドクトラルフェロー
- 1989年 - 山口大学医学部・助手
- 1990年 - 東京医科歯科大学医学部・助手
- 1992年 - 東京医科歯科大学医学部・講師
- 1994年 - 東京医科歯科大学医学部・助教授
- 1999年 - 東北大学大学院医学系研究科・教授
- 2004年 - 京都大学ウイルス研究所（現 京都大学医生物学研究所）教授
- 2014年 - 京都大学ウイルス研究所・所長
- 2016年 - 京都大学ウイルス・再生医科学研究所（現 京都大学医生物学研究所）副所長
- 2022年4月 - 現在、京都大学国際高等教育院・副教育院長（特定教授）、京都大学名誉教授

ほか

## 所属学会
- 日本ウイルス学会
- 日本免疫学会
- 日本癌学会
- 日本エイズ学会